# 香港中文大学艺术系
香港中文大學艺术系成立于1957年，隶属于新亞書院。

## 历史
该系前身为藝術專修科，在時任新亞書院校長錢穆的邀請下，由陳士文、丁衍庸自资筹办，于1957年在新亚书院内成立，最初提供了为期两年的課程 。
1959年，新亞書院成立四年制之藝術系，原有藝術專修科於第一屆學生畢業後於7月結束，学生需要修读中国历史和文学课程，因为课程著重这些科目与中国艺术之间的密切关系。 
1963年，香港中文大学成立，由既有的三所中文专上院校组成，分别为：新亚书院、联合书院及崇基学院。
1973年，新亚书院由九龙农圃道迁往中大新建校园，並建造大樓「誠明館」以作為書院行政部門及藝術系的所在，直至今日。
藝術系校友会成立于1982年。 

## 校园
藝術系设于香港中文大学沙田校园内的新亚书院诚明館2-3樓，另於人文館LG樓設有工場。 

## 知名人物

### 校友
- 周俊輝
- 何倩彤
- 何兆基 (B.A. in Fine Arts, 1989)[2]
- 黃易——作家
- 高倩彤
- 管偉邦
- 梁嘉賢
- 黎卓華
- 林嵐
- 梁寶山
- 文晶瑩
- 白雙全
- 鄧國騫
- 謝淑婷
- 尹麗娟
- 黃志恆
- 黃慧妍
- 黃向藝
- 楊雪盈
- 尊子——漫畫家，本名黃紀鈞

### 教学人员
- 區凱琳——畫家
- 陳育強[2]
- 程展緯
- 劉國松
- 蘇敏怡——插畫家

## 延伸阅读
- . 香港: 香港中文大學藝術系. 2007年5月. ISBN 9789627055099.
- . 香港: 香港中文大學藝術系. 2007年11月. ISBN 9789627055112.